# 인 블룸 (2007년 영화)
《인 블룸》(영어: The Life Before Her Eyes)은 미국에서 제작된 바딤 페렐만 감독의 2007년 스릴러 영화이다. 우마 서먼, 에번 레이철 우드 등이 출연하였고, 에메 페로네 등이 제작에 참여하였다. 2008년 4월 18일 개봉되었다.

## 줄거리
고등학교 졸업반인 다이애나는 상상력이 풍부하고 거침없는 성향으로, 빨리 어른의 세계에 진입하고 싶어한다. 보수적인 친구 모린은 성과 마약을 마음껏 경험하는 다이애나를 염려한다.
어느 날 학교에서 콜럼바인 고등학교 총기 난사 사건과 유사한 총기 사고가 벌어지면서 두 친구는 둘 중 누가 살아남아야 할지를 결정하는 어려운 선택의 순간을 맞이한다.
성인이 된 다이애나는 현재 미술사 교수이며 딸 에마가 있다. 다이애나는 고등학교 시절에 학교를 방문하여 시각화엔 힘이 있어 미래까지도 바꿀 수 있다고 강연했던 한 대학 교수와 결혼했다.
다이애나는 우연히 길 건너편에서 한 젊은 여성과 함께 있는 남편을 발견해 저도 모르게 쫓아가다가 도로 위에서 픽업 트럭에 치일 뻔 한다. 직후 다이애나는 고등학교 때 낙태를 한 후 합병증을 앓았던 일을 떠올린다.
곧 사고 15주년을 맞아 추모식이 열린 고등학교를 찾은 다이애나에게 에마가 실종됐다는 학교 전화가 걸려오는데...

## 출연
- 우마 서먼 - 다이애나 "디" 맥피 역
- 에번 레이철 우드 - 다이애나 아역
- 에바 아무리 - 모린 역
- 브렛 컬런 - 폴 맥피 역
- 개브리엘 브레넌 - 에마 맥피 역
- 오스카 아이작 - 마커스 역
- 태너 코언 - 네이트 윗 역
- 린 코언 - 비어트리스 수녀 역
- 존 머가로 - 마이클 패트릭 역
- 몰리 프라이스 - 다이애나의 어머니 역
- 제시카 칼슨

## 기타 제작진
- 공동 제작: 체이스 베일리, 이언 맥글로인
- 배역: 앤 골더
- 미술: 마이아 제이번
- 세트: 캐럴 실버먼
- 의상: 할라 바멧